# Lesia Dytjko
Lesia Vasylivna Dytjko, tidigare Liudmyla (ukrainska: Леся Василівна Дичко), född 24 oktober 1939, är en ukrainsk musikpedagog och kompositör.

## Biografi
Lesia Dytjko föddes i Kiev och examinerades vid MV Lysenkos andra musikskola 1959 med en examen i musikteori. 1964 tog hon examen vid Kievs konservatorium i komposition och studerade för Kostiantyn Dankevytj och Borys Ljatosjynskyj. År 1971 studerade hon för Nikolaj Pejko. 
Efter avslutade studier arbetade Dytjko som kompositör och musiklärare samt föreläste vid Kievs pedagogiska institut från 1965 till 1966 och vid Kievs konstakademi från 1972 till 1994, i studion för den hedrade Ukrainas statliga banduristkör som började 1965 . 1994 blev hon professor vid Kievs konservatorium, där hon undervisade i komposition och musikteori. Hon föreläser även som gästprofessor vid andra universitet.

## Verk
Dytjko lägger in detaljer från den ukrainsk folkmusiken och komponerar för orkester, kör och instrumentala framföranden, inklusive flöjt, violin, orgel och piano. Hon komponerar också för sakrala framföranden och filmmusik. Utvalda verk:
- Vertep, oratorium
- Triumphant Liturgy för a cappella-kör och solister
- Pryvitannja zjyttia (Välkomstliv), symfoni